# 巴勒斯坦護理學院
巴勒斯坦護理學院（阿拉伯语：كلية فلسطين للتمريض）是位於加沙地帶汗尤尼斯的一所巴勒斯坦國大學學院。該校在行政與財政上隸屬巴勒斯坦衛生部，學術課程則由巴勒斯坦高等教育部負責監督。

## 歷史
學院最初於1976年在汗尤尼斯的富哈里創立，當時名為「女護士學校」。1994年巴勒斯坦民族權力機構成立後，學院更名為「巴勒斯坦護理學院」。1997年，學院由學院升格為大學學院，獲衛生部正式承認，開始提供學士學位課程。2001年，該校於加沙市增設分校。學院鄰近由聯合國近東巴勒斯坦難民救濟和工程處設立、1989年啟用的歐洲醫院。
自2023年加沙戰爭爆發戰爭以來，巴勒斯坦護理學院與加沙多所高等教育機構一樣，遭以色列軍方空襲。至2024年，加沙地帶所有高等院校均曾成為攻擊目標。有學者將這一現象形容為「學術滅絕」，並指出這是一場「針對教育的戰爭」。